# Jo Dunkley

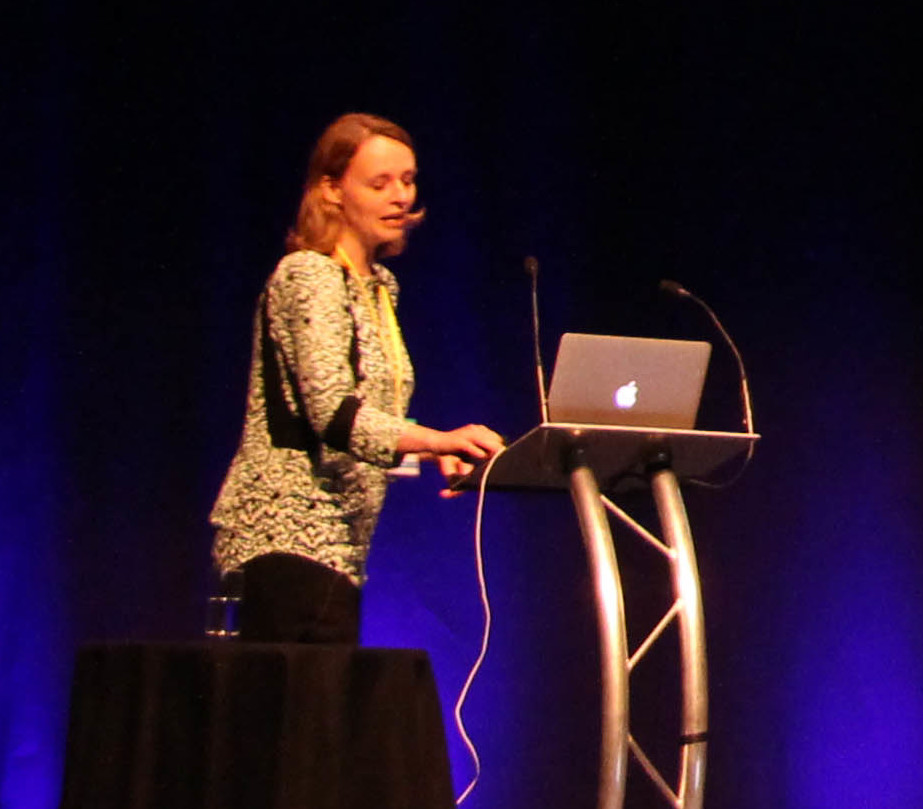
Jo Dunkley

Joanna „Jo“ Dunkley (* 1979) ist eine britische Astrophysikerin und Kosmologin.
Jo Dunkley besuchte die North London Collegiate School und studierte ab 1997 an der Universität Cambridge (Trinity Hall) mit dem Master-Abschluss in theoretischer Physik 2001. Danach war sie an der Universität Oxford, an der sie 2005 bei Pedro G. Ferreira promoviert wurde (Modern methods for cosmological parameter estimation: Beyond the adiabatic paradigm). Als Post-Doktorandin war sie an der Princeton University, wo sie unter David Spergel und Lyman Page mit der Wilkinson Microwave Anisotropy Probe (WMAP) an der kosmischen Hintergrundstrahlung (CMB) forschte. Danach wechselte sie an das Planck-Weltraumteleskop der ESA. Ab 2007 war sie wieder in Oxford, wo sie Fellow des Exeter College war, 2012 Associate Professor wurde und 2014 eine Professur erhielt.  Dabei nutzte sie unter anderem den Gravitationslinseneffekt zur Identifizierung Dunkler Materie und Dunkler Energie. Ab 2016 war sie wieder in Princeton als Professorin.
Sie war 2007 bis 2012 Mitglied des WMAP-Teams und 2009 bis 2015 im Kernteam des Planck-Weltraumteleskops. Beide Missionen dienten der Festlegung der fundamentalen kosmologischen Parameter.
Sie forscht mit dem Atacama Cosmology Telescope (ab 2016 im Leitungsrat), dem Simons Observatory und dem Large Synoptic Survey Telescope (LSS).
2016 erhielt sie den Rosalind Franklin Award, 2015 den Wolfson Research Merit Award der Royal society, 2014 den Fowler Prize der Royal Astronomical Society, 2015 den Philip Leverhulme Prize und 2013 die Maxwell-Medaille. 2010 erhielt sie einen ERC Starting Grant. Für 2020 erhielt sie den New Horizons in Physics Prize. Zuvor war sie 2018 mit dem WMAP Team um David Spergel Preisträgerin des Breakthrough Prize in Fundamental Physics. Das WMAP-Team erhielt auch den Gruber-Preis für Kosmologie (2012) und 2007 den NASA Group Achievement Award. Sie ist OBE (2019). 2024 wurde Dunkley zum Mitglied der Royal Society gewählt.
Sie ist mit dem Historiker Faramerz Dabhoiwala liiert, mit dem sie zwei Kinder hat.

## Schriften (Auswahl)
- Our Universe: An Astronomer’s Guide, Harvard UP 2019